# Антотопос
Антотопос или Калпуджилар (на гръцки: Ανθότοπος, до 1961 година Κοσκινιά, Коскиня, до 1927 година Καλπουρτζιλάρ, Калпурдзилар) е село в Гърция, в дем Кожани, област Западна Македония.

## География
Антотопос е разположено на 750 m надморска височина, на 15 km северозападно от Кожани, в източните склонове на Синяк.

## История

### В Османската империя
В края на XIX век Калпуджилар е турско село в Османската империя. Според статистиката на Васил Кънчов („Македония. Етнография и статистика“) през 1900 година в Калбуджиларъ, Кайлярска каза, има 200 турци.
На Етнографската карта на Битолския вилает на Картографския институт в София от 1901 година Калбурчилер (Калбуджилари) е чисто турско село в Кайлярската каза на Серфидженския санджак с 35 къщи.
Според статистика на Серфидженския санджак на гръцкото консулство в Еласона от 1904 година в Калпудзилар (Καλπουντζιλάρ), Кожанска каза, живеят 225 турци.

### В Гърция
През Балканската война в 1912 година в селото влизат гръцки части и след Междусъюзническата в 1913 година остава в Гърция. В 1913 година селото (Καλπουτζιλάρ) има 270 жители. През 20-те години населението му се изселва в Турция и на негово място са настанени християнски бежанци от Турция. В 1928 година селото е изцяло бежанско с 39 семейства и 156 жители бежанци.
През 1927 година името на селото е сменено на Коскиня, а в 1961 година отново на Антотопос.
Населението традиционно произвежда жито, тютюн, картофи и други земеделски продукти, като се занимава и със скотовъдство.
| Име        | Име               | Ново име    | Ново име   | Описание                                   |
| ---------- | ----------------- | ----------- | ---------- | ------------------------------------------ |
| Буюк Дурун | Μουγιούκ Ντουρούν | Статмос     | Σταθμός    | връх и местност на И от Антотопос (1023 m) |
| Кран       | Κραν Λοφος        | Петровуно   | Πετρόβουνο | връх на СИ от Антотопос (909 m)            |
| Реджик     | Ρεντζίκ           | Палеохори   | Παλαιοχώρι | връх на С от Антотопос                     |
| Сивридзия  | Σιβρίτζια         | Скопия      | Σκοπιά     | връх на СЗ от Антотопос (1291,4 m)         |
| Гри Бунар  | Γκρι Μπονάρ       | Ксиропигадо | Ξηροπηγαδο | връх на СЗ от Антотопос (1284 m)           |
| Красан     | Κρασάν            | Химарос     | Χείμαρρος  | реката, минаваща през Антотопос            |
| Шауклар    | Σιαουκλάρ         | Ксефото     | Ξέφωτο     | река на И от Антотопос, приток на Красан   |

| Година    | 1913 | 1920 | 1928 | 1940 | 1951 | 1961 | 1971 | 1981 | 1991 | 2001 | 2011 | 2021 |
| --------- | ---- | ---- | ---- | ---- | ---- | ---- | ---- | ---- | ---- | ---- | ---- | ---- |
| Население | 270  | 323  | 173  | 211  | 211  | 242  | 178  | 177  | 203  | 166  | 114  | 110  |